# Osmorhiza berteroi
Osmorhiza berteroi es una especie de planta con flores de la familia apiaceae.

## Distribución
Tiene una distribución anfitropical siendo nativa de las partes templadas de América del Norte y América del Sur. En el hemisferio norte se encuentra en zonas boreales desde Alaska hasta Terranova, extendiéndose al sur hasta Dakota del Sur, y en cadenas montañosas adyacentes a la costa del Pacífico desde la franja de Alaska hasta California y Arizona.En América del Sur se encuentra en los bosques de Magallanes en Argentina y Chile.

## Fenología
Osmorhiza berteroi es una planta perenne de vida corta, y suele florecer a fines de la primavera.Es polinizada por insectos, y las semillas son distribuidas por animales, típicamente adhiriéndose al pelaje de los mamíferos (epizoocoria).

## Descripción
Es una hierba aromática perenne que produce un tallo ramificado que puede superar el metro de altura. Las abundantes hojas verdes tienen láminas de hasta 20 centímetros de largo que se dividen en tres folíolos (trifoliados), que son dentados o lobulados. La hoja nace de un largo pecíolo. La inflorescencia es una umbela compuesta de muchas diminutas flores blancas en la punta de un pedúnculo parecido a un tallo. Hay de 4 a 10 floretes en cada umbelula y los floretes centrales solo poseen anteras. El fruto alargado es acanalado y erizado y mide hasta 2,5 centímetros de largo.

## Especies similares
Osmorhiza berteroi se encuentra junto con varias otras especies de Osmorhiza en toda su área de distribución, pero es más probable que se confunda con O. depaurerata . Las dos especies son muy similares y se separan más fácilmente examinando las semillas.

## Relación con ser humano

### Uso alimentario y medicinal
Osmorhiza berteroi fue utilizada como fuente de alimento por varios grupos de nativos americanos en todas las partes de su área de distribución nativa. Estos incluían al pueblo Selknam en lo que ahora es Chile y Argentina, y tribus de las Grandes Llanuras, como los Cheyenne y Pies negros.La raíz se comía y también se usaba como tratamiento medicinal para la tos y los resfriados.